# Seaview
Seaview är en ort i Storbritannien.   Den ligger i grevskapet Isle of Wight och riksdelen England, i den södra delen av landet, 110 km sydväst om huvudstaden London. Seaview ligger 22 meter över havet och antalet invånare är 2 337. Den ligger på ön Isle of Wight.
Terrängen runt Seaview är platt. Havet är nära Seaview åt nordost.  Närmaste större samhälle är Portsmouth, 8,9 km norr om Seaview. 